# Clara Preda
Clara Beatrice Preda (n. 23 iunie 2003, București) este o handbalistă din România, care evoluează pe postul de portar la clubul CS Minaur Baia Mare. Anterior, ea a jucat pentru HC Dunărea Brăila.

## Biografie
Înainte de handbal, Clara a practicat timp de 7 ani atletism, având performanțe atât pe municipiu, cât și la nivel național.
La vârsta de 12 ani a început să se antreneze pentru handbal la clubul CSȘ2 București, avându-l ca antrenor pe Grigore Niță. După 3 ani petrecuți la CSȘ2 s-a transferat la clubul CSM București, prima performanță în handbal fiind titlul de „Cel mai bun portar” la un turneu internațional amical la care au participat și echipe din Austria și Ungaria. A câștigat locul III la Campionatul Național de Junioare II în 2019 și la Junioare I în anul 2021, iar în anul 2022 a devenit Campioană Națională la Junioare I.
În anul 2021 a fost convocată la lotul național de tineret, participând la Campionatul European cu echipa națională a României, iar în 2022 a fost convocată în scopul participării la Campionatul Mondial de Tineret.

## Palmares
- Liga Națională:
  -  Locul I: 2021
  -  Locul II: 2022

- Cupa României:
  -  Câștigătoare: 2022